# 吳方洲 (澳門)
吳方洲（1968年—），於寧波出生，後移居澳門。他是澳門國際現場行為藝術節(MIPAF)的創辦人及策展人。

## 簡歷
吳方洲在90年代修讀澳門視覺藝術學院和澳門理工學院的多個藝術證書課程，後畢業於澳門理工學院藝術高等學校視覺藝術系油畫專業，並獲得廣州美術學院現當代藝術創作及研究碩士。
吳方洲是澳門行為藝術的代表人物之一，為跨媒體藝術家，現於澳門藝術博物館任展覽策劃。
他參加國內外的聯展次數近百次，創作包括油畫、版畫、觀念攝影、行為藝術、錄像藝術等媒介的作品。

## 外部連結
- 新生代-離經叛道：吳方洲  （页面存档备份，存于）